# Polistinae
Sous-famille
Les Polistinae sont une sous-famille d'insectes hyménoptères de la famille des Vespidae, elle regroupe tous les polistes.
À l'instar des Vespinae, ce sont des guêpes sociales, mais les rayons de leur nid ne sont pas recouverts d'une enveloppe.
En France, on rencontre en majorité les espèces du genre Polistes.

## Liste des tribus
- Polistini Lepeletier, 1836
- Mischocyttarini Carpenter, 1993
- Ropalidiini Bequaert, 1918
- Epiponini Lucas, 1867

## Liste de genres(à compléter)
- Apoica Lepeletier, 1836
- Asteloeca
- Chartergellus
- Epipona
- Mischocyttarus
- Parapolybia
- Polybia
- Polistes Latreille, 1802
- Ropalidia

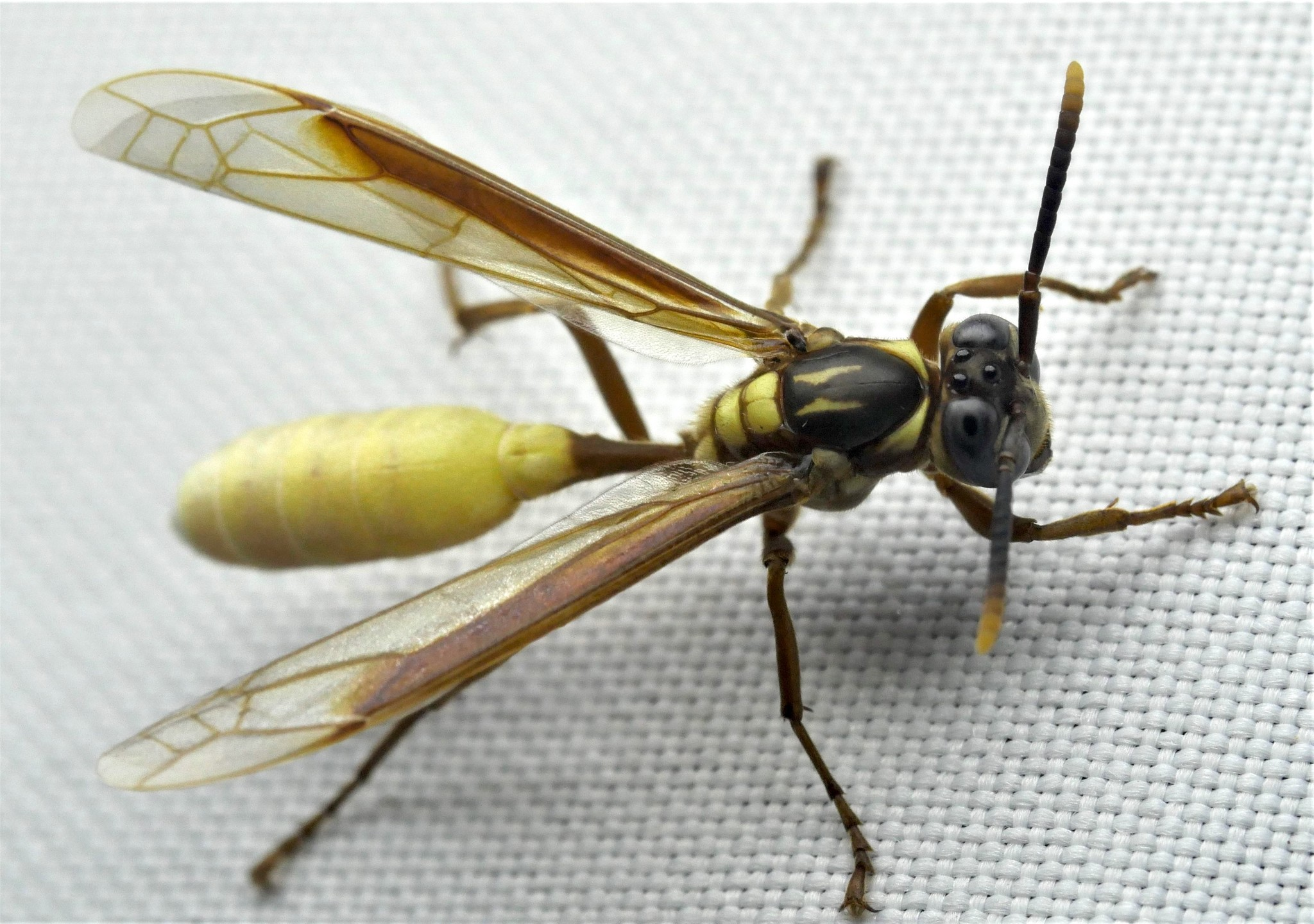
Apoica pallens
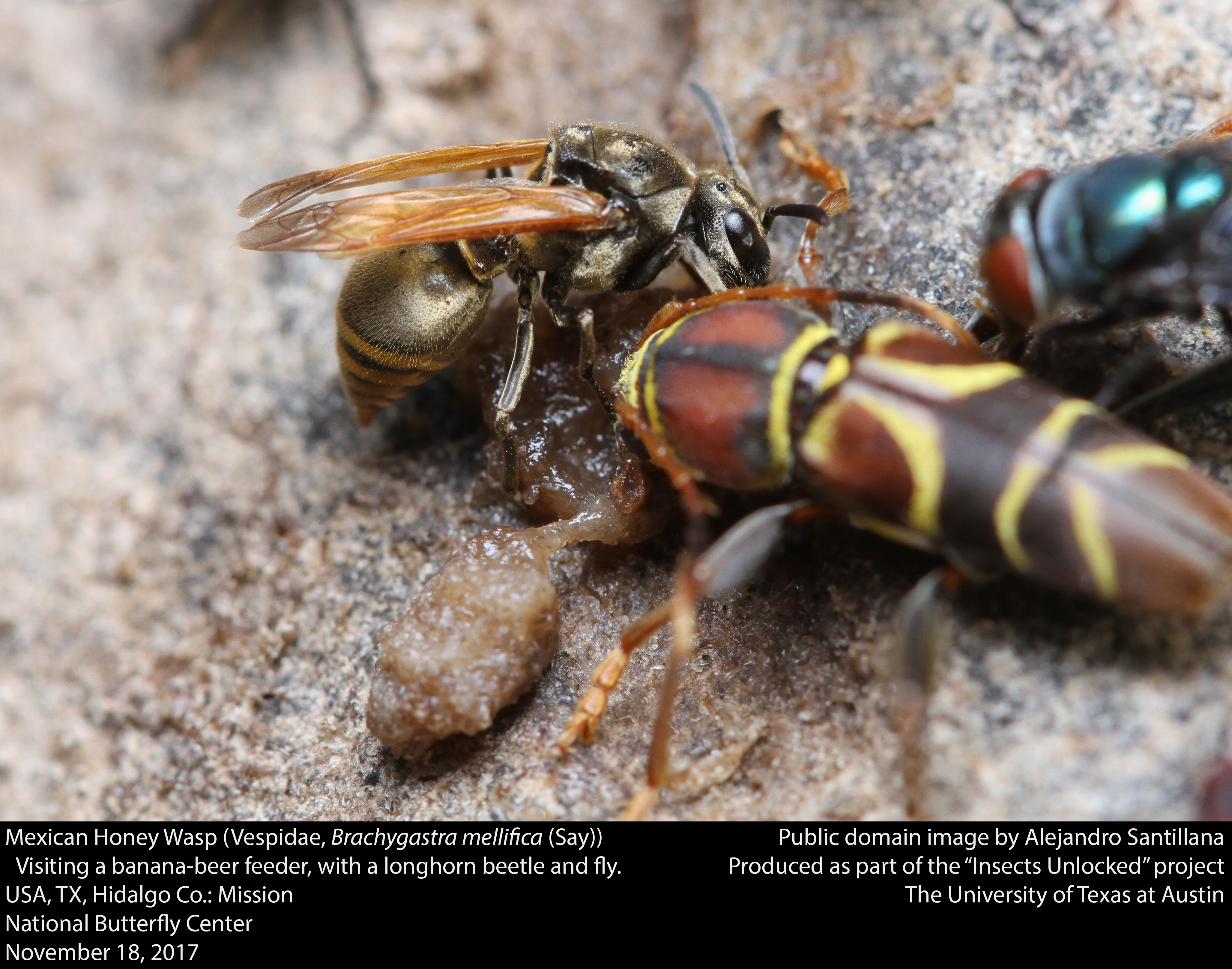
Brachygastra mellifica
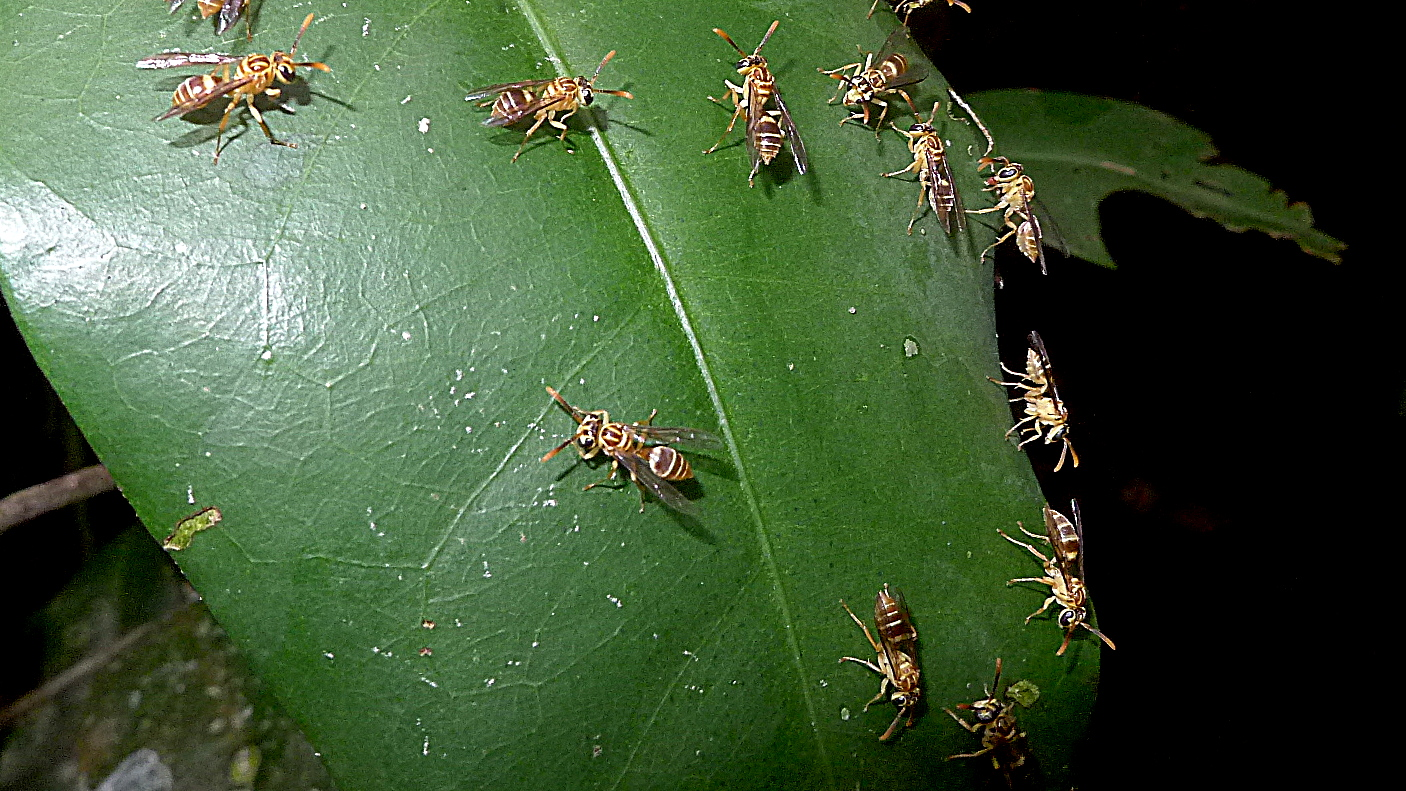
Leipomeles dorsata
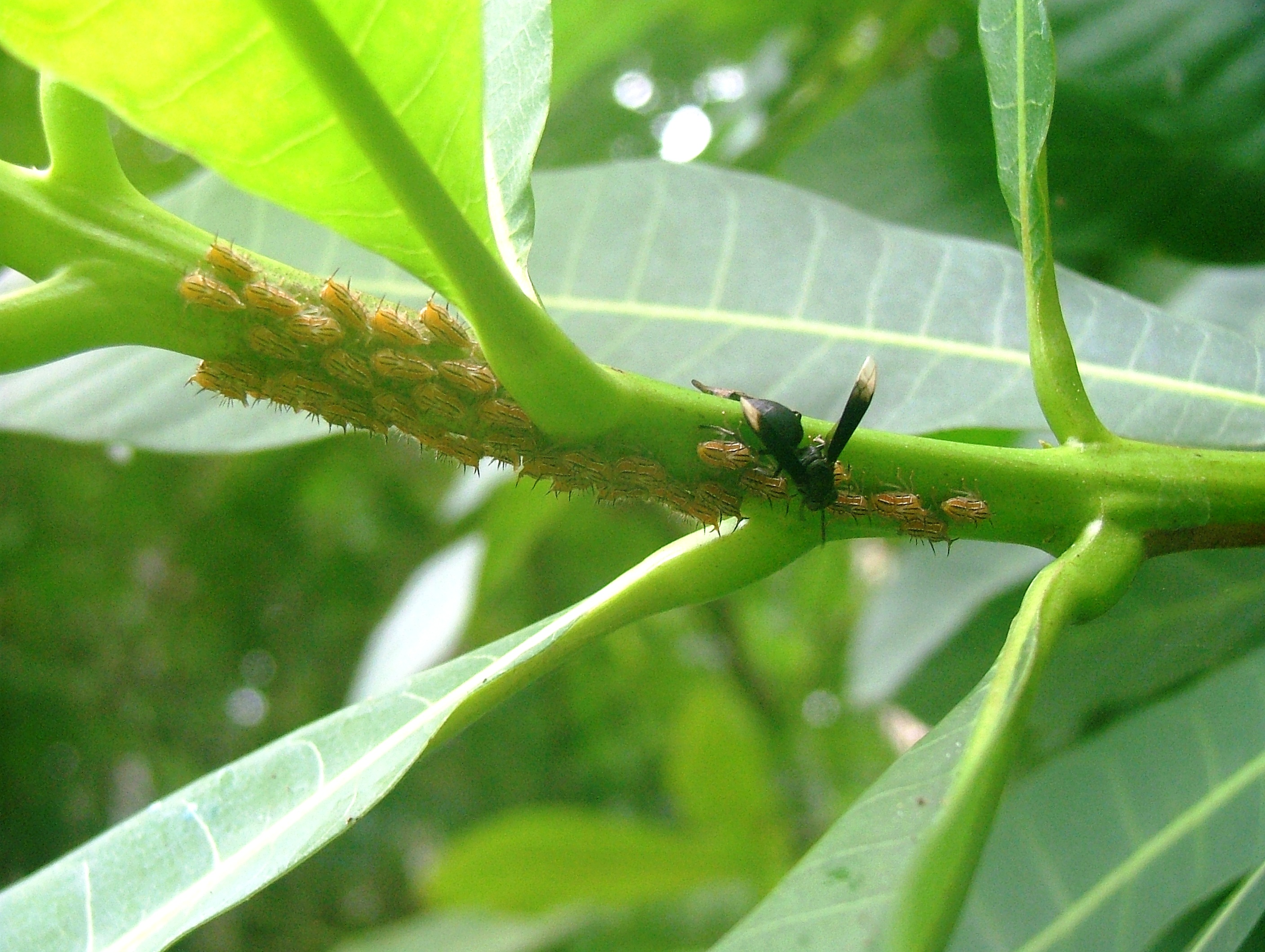
Parachartergus sp.
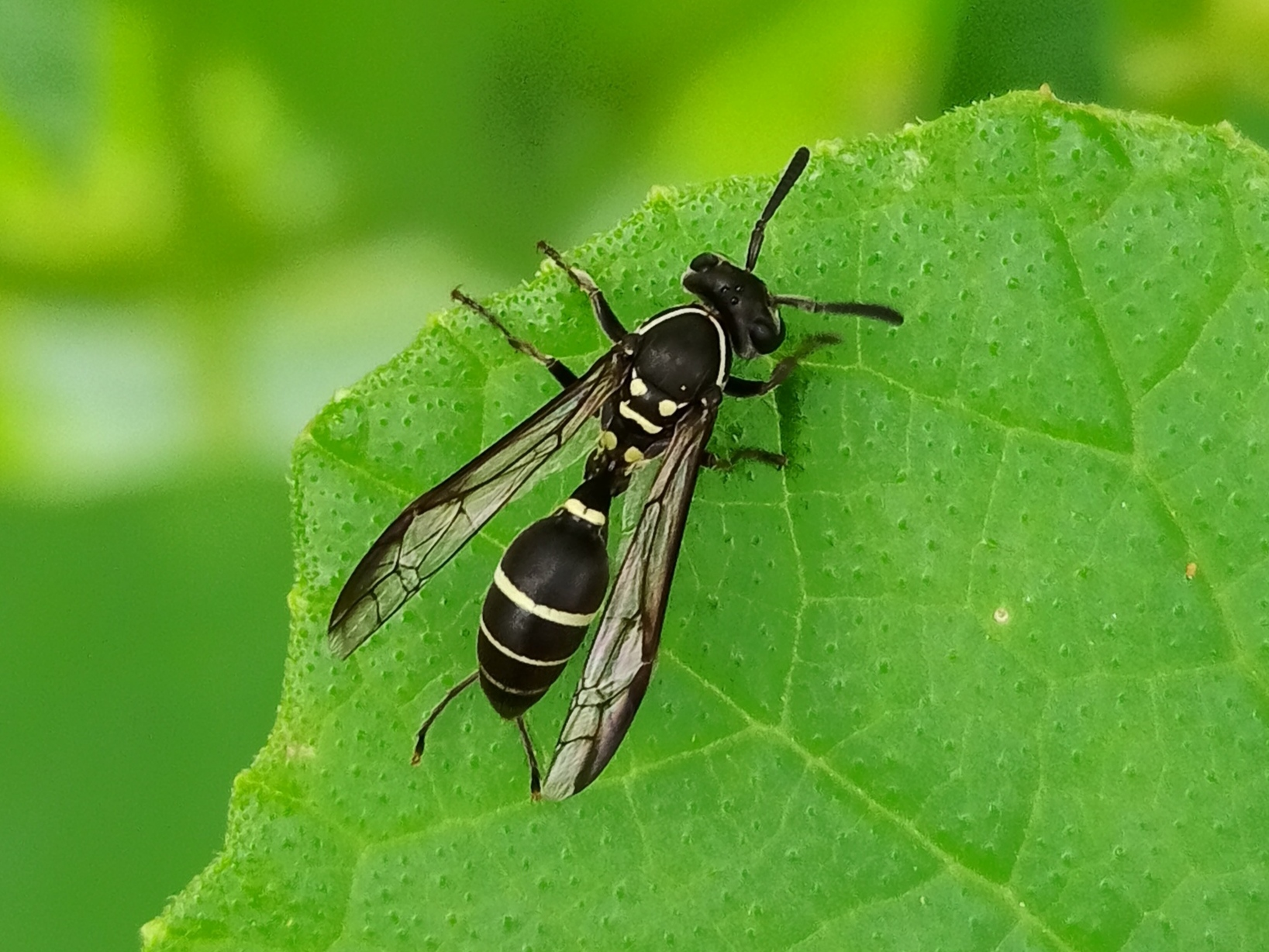
Polybia diguetana
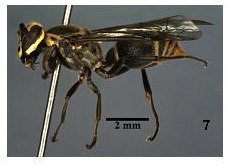
Protonectarina sylveirae
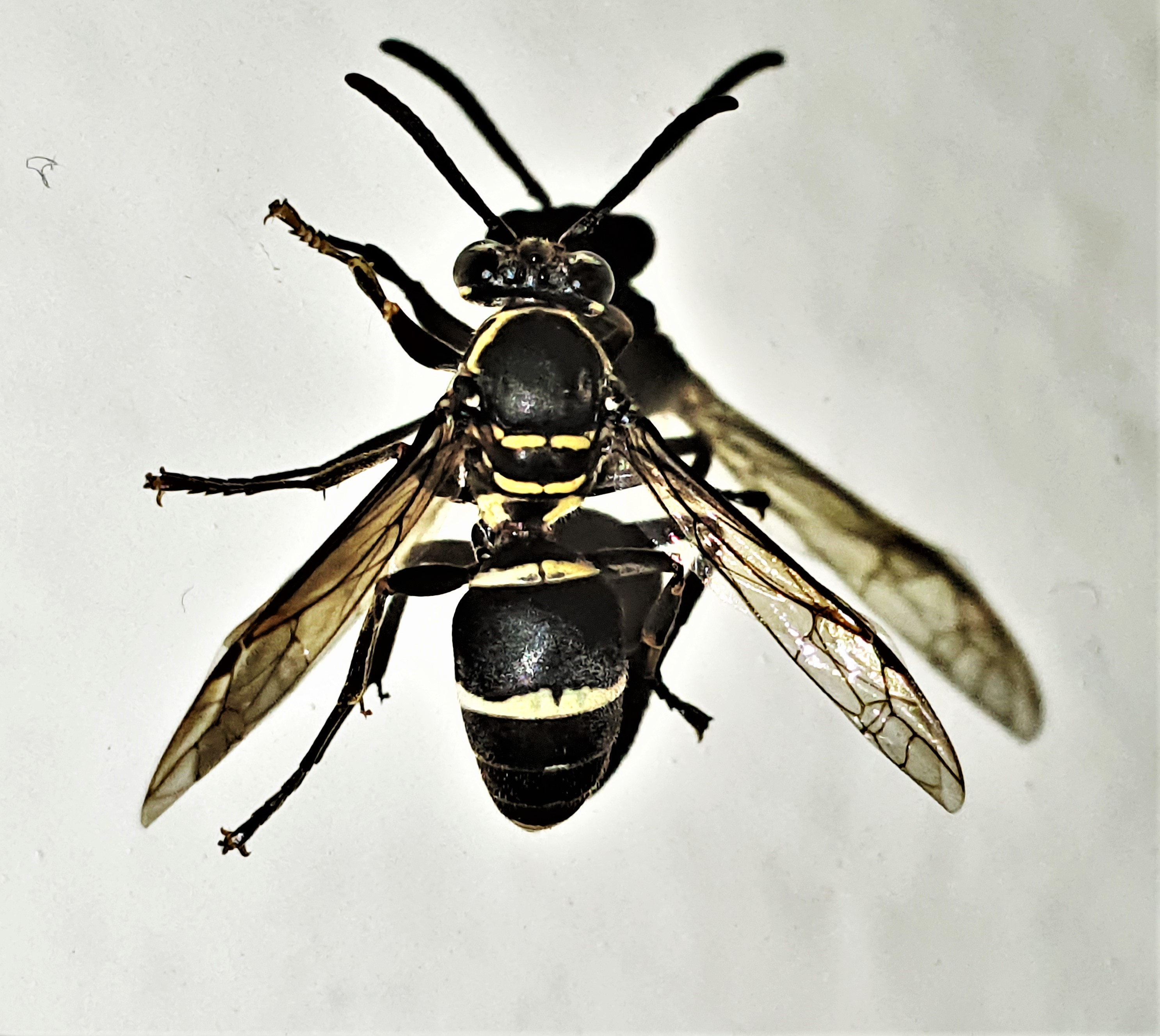
Pseudopolybia compressa
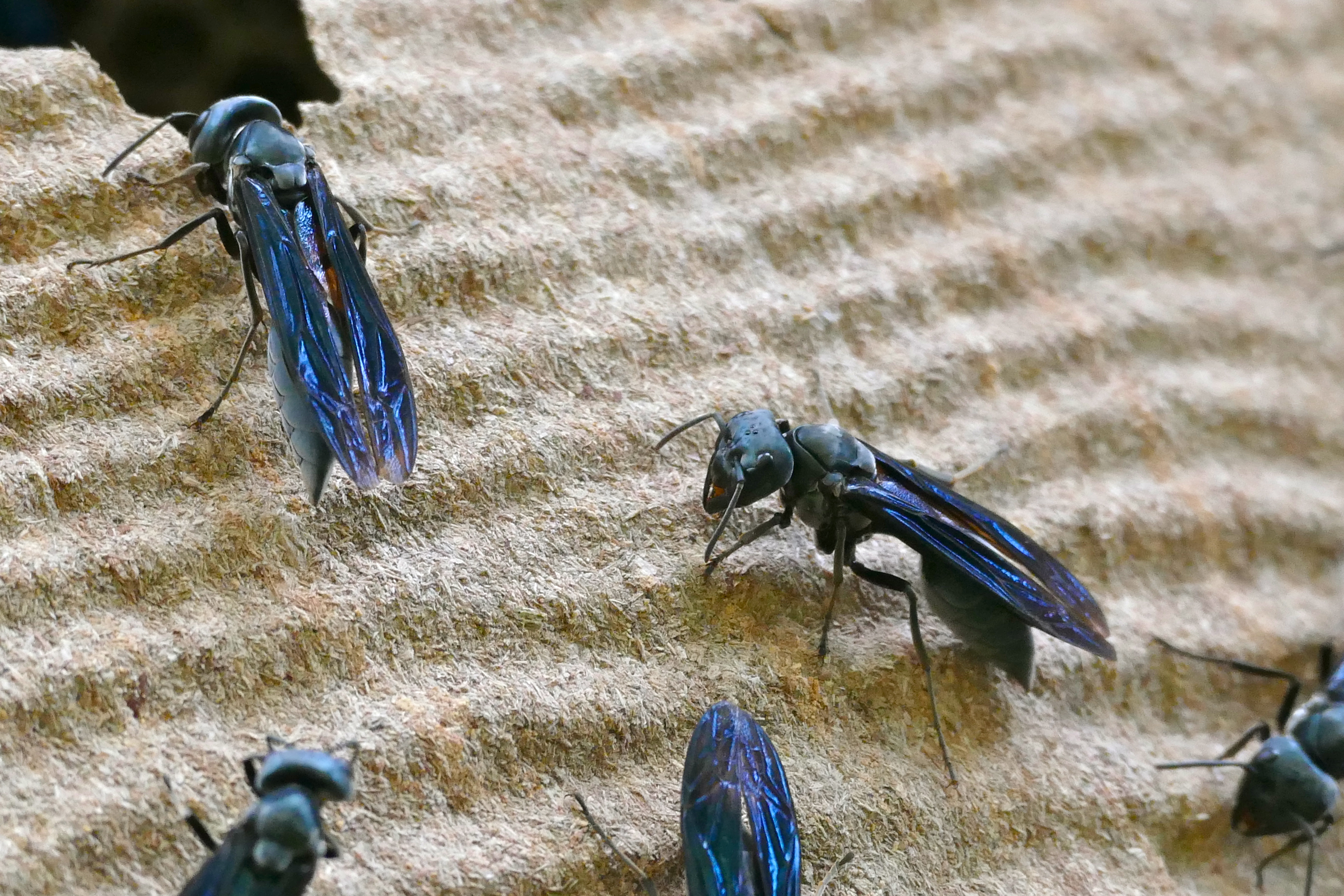
Synoeca cyanea
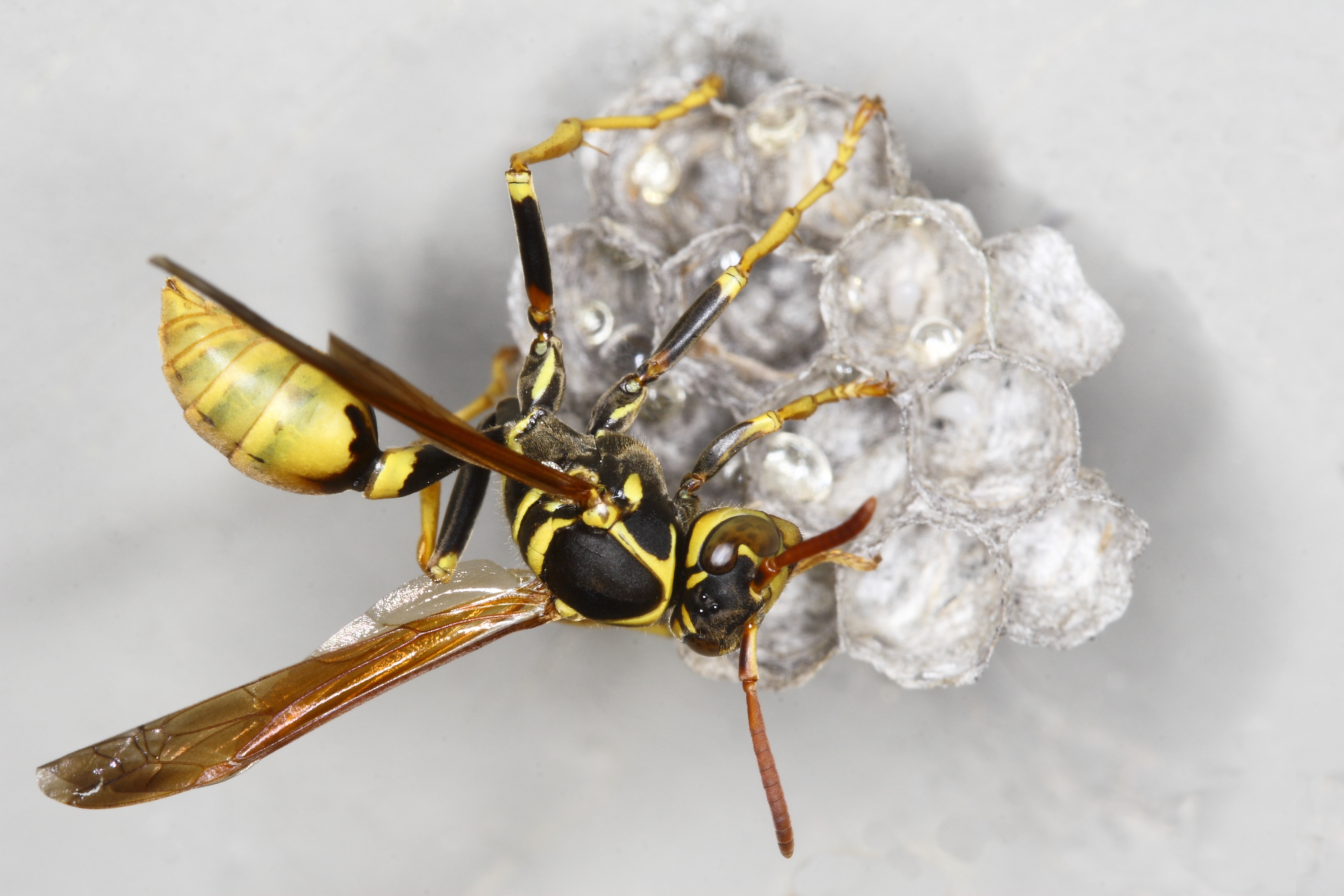
Mischocyttarus flavitarsis
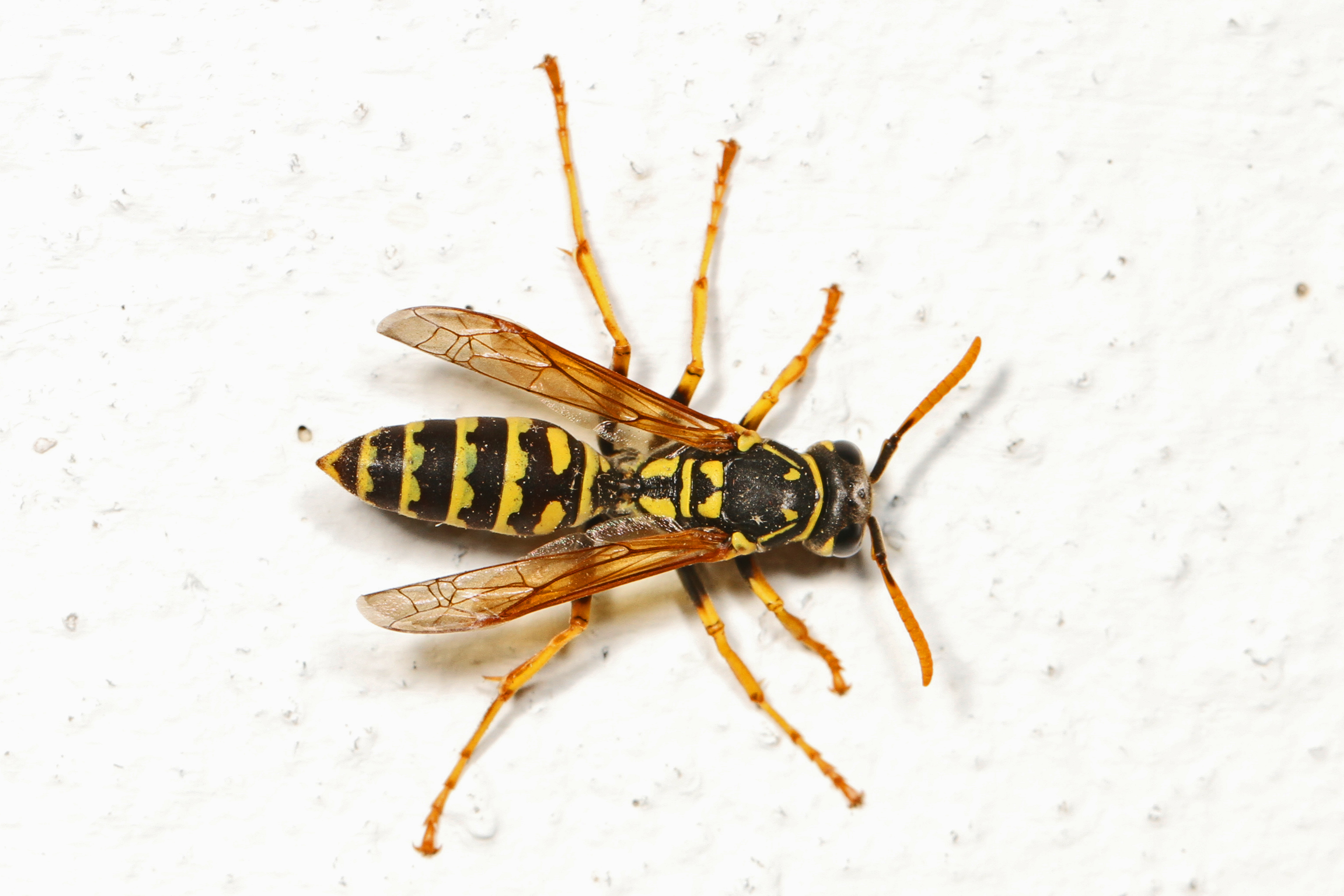
Polistes dominula
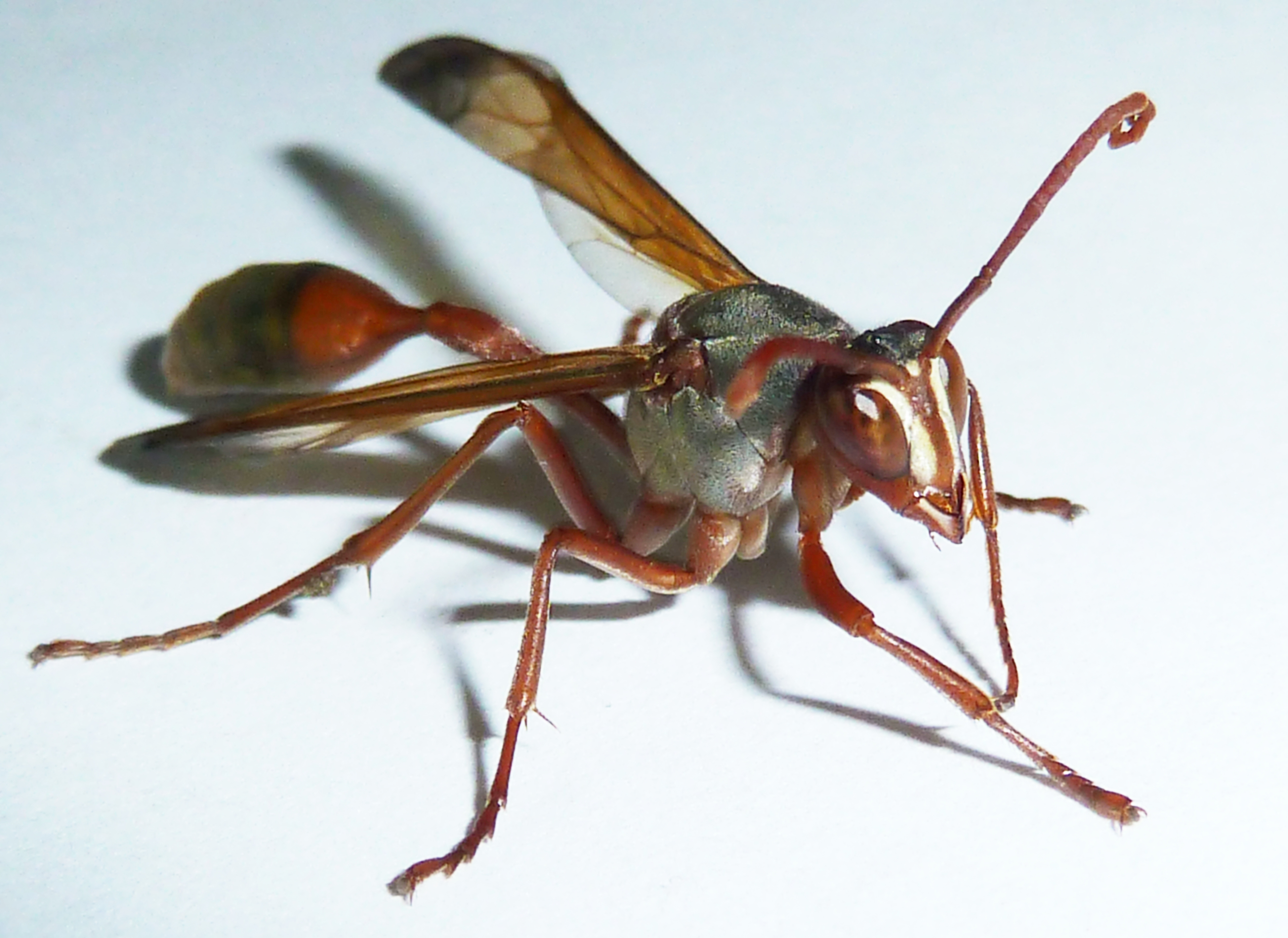
Belonogaster juncea
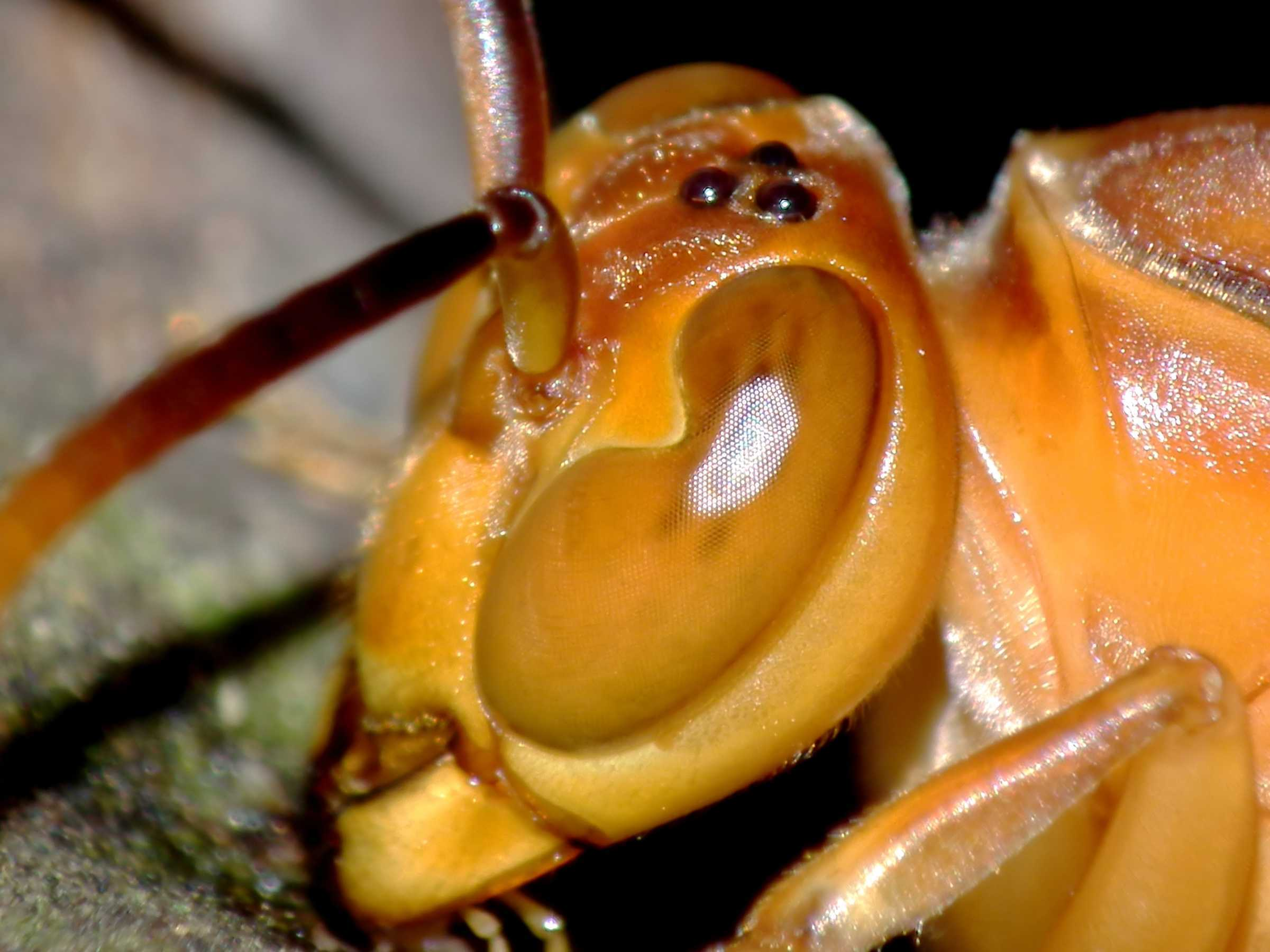
Parapolybia indica
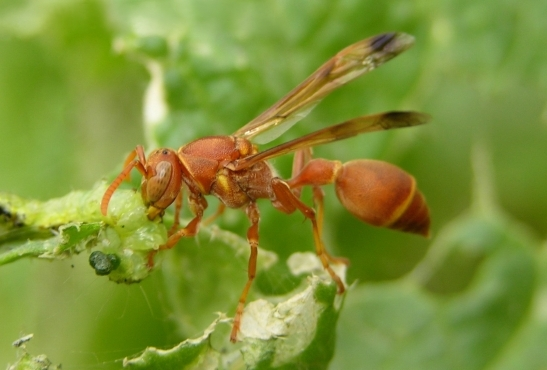
Ropalidia marginata